# Cyprien Sarrazin
Pour les articles homonymes, voir Sarrazin.
Cyprien Sarrazin, né le 13 octobre 1994 à Gap (Hautes-Alpes), est un skieur alpin français, dont la carrière en Coupe du monde débute en 2016  et qui se révèle au plus haut niveau international dans les épreuves de vitesse au cours de l'hiver 2023-2024
Il remporte une première victoire inattendue à son septième départ sur le circuit international, en décembre 2016, s'imposant dans le géant parallèle d'Alta Badia. Sa carrière est émaillée de blessures, il prend seulement part aux Jeux olympiques de 2022 à Pékin avec un abandon dans l'épreuve de slalom géant, et participe une seule fois aux Championnats du monde lors de l'édition 2023 à Courchevel mais y déclare finalement forfait dans l'épreuve du combiné.
Spécialiste de la discipline du slalom géant à ses débuts, il opère un changement d'épreuves progressif en 2021 pour se réorienter sur les disciplines de vitesse que sont le super G et la descente. À partir de décembre 2023, il devient l'un des coureurs les plus performants en vitesse, s'imposant tout d'abord dans la descente de Bormio neuf ans après le dernier succès français dans la discipline, puis dans le Super-G de Wengen en comblant un trou de dix ans dans cette spécialité, accumulant par ailleurs deux deuxièmes places en descente sur le Lauberhorn. Les 19 et 20 janvier 2024, il réussit l'exploit retentissant de gagner deux fois en bas de la Streif à Kitzbühel.

## Biographie

### Enfance, jeunesse et débuts au ski sur les pentes du massif de Dévoluy
Il commence à skier avant l'âge de 4 ans à SuperDévoluy et La Joue du Loup avec son père qui est moniteur de ski sur les pentes du massif du Dévoluy,, et grandit dans le village de Montmaur. En juin 2011, il intègre l’équipe de France Relève – Coupe d’Europe tout en continuant ses études au lycée section ski alpin haut niveau d’Albertville. Après l'obtention de son baccalauréat filière Scientifique, il poursuit ses études en DUT Technique de commercialisation à l’IUT d’Annecy, avant d'intégrer l'équipe de France Coupe du monde en 2017.

### 2016: Débuts en Coupe du monde
Il remporte sa première victoire en Coupe du monde, à la surprise générale,,, lors du slalom géant parallèle d'Alta Badia le 19 décembre 2016, 10 mois après son premier départ en Coupe de monde.

### 2018-2019: Deux saisons gâchées par des blessures importantes
Il décroche sa place nominative pour la coupe du monde de géant 2017-2018 grâce à ses performances en Coupe d'Europe mais une chute, en janvier 2018, à un entraînement à Garmisch-Partenkirchen l'interrompt sportivement en subissant un traumatisme crânien l'éloignant de longs mois de la pratique du ski,. À son retour décembre 2018, il se blesse de nouveau avec une fracture du genou droit, marquant une saison 2018-2019 blanche.

### 2019: Retour en équipe de France
Revenu dans le groupe de l'équipe de France à l’orée de la saison 2019-2020, il reprend sa place au sein des géantistes. Malgré des dossards élevés, il réalise en début de saison de grosses performances. Tout d'abord à Beaver Creek le 8 décembre 2019, il prend une treizième place avec le dossard 35, puis surtout un seconde place au géant d'Alta Badia le 22 décembre 2019 derrière Henrik Kristoffersen. Il ne parvient pas toutefois après ces deux coups d'éclats à renouveler ses performances au sein d'une équipe de France qui compte alors trois des meilleurs spécialistes du slalom géant avec Alexis Pinturault (vainqueur du gros globe en 2021)), Mathieu Faivre (champion du monde du géant en 2021) et Victor Muffat-Jeandet (cinq podiums en géant en Coupe du monde).
Derrière ses partenaires, il développe ce qu'il nomme le syndrome de l'imposteur ces années-là. Ainsi, il n'est pas sélectionné aux Championnats du monde de 2021 à Cortina d'Ampezzo. En 2022, il accompagne Pinturault, Faivre et Thibaut Favrot aux Jeux olympiques d'hiver de 2022 à Pekin dans l'épreuve du slalom géant, mais enfourche en première manche rapidement en raison de trop grands risques pris dès le départ.

### 2021-2023: Cyprien Sarrazin se spécialise dans les épreuves de vitesse
Dès la saison 2021, Cyprien Sarrazin s'essaie à des épreuves de super G en Coupe d'Europe avec des résultats probants puis de descente lors de la saison 2023. Ainsi, lors de la saison 2022-2023, il réussit par trois fois à entrer dans un top 10 en épreuve de Coupe du monde, avec une sixième et dixième place en descente respectivement à Val Gardena et Kitzbühel, et une huitième place en super G à Cortina d'Ampezzo.

### 2023-2024: Domination dans les épreuves de vitesse avec des victoires à Bormio, Wengen et Kitzbühel
Participant également en Coupe du monde à des épreuves de super G à partir de 2021 et de descente à partir de 2022, Sarrazin obtient en décembre 2023 la quatrième place du super G de Val Gardena.
Le 28 décembre 2023, Cyprien Sarrazin s'impose dans la descente de Bormio, battant Marco Odermatt de neuf centièmes. C'est la première victoire d'un Français sur la célèbre piste de vitesse Stelvio depuis que Luc Alphand s'y était imposé en 1996, et aucun de ses compatriotes n'avait gagné de descente en Coupe du monde depuis Adrien Théaux à Santa Caterina en 2015.
Deux semaines plus tard, le 12 janvier 2024, il décroche le premier Super-G de sa carrière à Wengen. Cyprien Sarrazin y termine premier, en devançant de 58 centièmes le Suisse et leader de la coupe du monde Marco Odermatt. Il offre ainsi à la France la première victoire dans cette discipline depuis 10 ans. Lors de ce week-end disputé sur le Lauberhorn, il se classe également deux fois deuxième en descente derrière Marco Odermatt. 
Le 19 janvier, il continue sur sa lancée : 27 ans après Luc Alphand, il l'emporte sur la Streif dans la première des deux descentes programmées à Kitzbühel en devançant Florian Schieder de cinq centièmes et Marco Odermatt de trente-quatre centièmes. Le lendemain, il remporte la seconde descente de Kitzbühel avec une avance de près d'une seconde (91 centièmes) sur Odermatt et d'1 s 44 sur Dominik Paris, réalisant un doublé inédit pour la France depuis Luc Alphand en 1995. Avant ces succès sur la Streif, seuls les Français Jean-Claude Killy (en 1967) et Luc Alphand (en 1995 et 1997) s'étaient imposés après la mise en place de la Coupe du monde en 1967 ; Adrien Duvillard en 1960 et Guy Périllat en 1961 l'avaient, quant à eux, remporté avant la mise en place de la Coupe du monde.
Le 16 février à l'entraînement sur l'Olypiabakken de Kvitfjell, il chute et se blesse au mollet gauche ; il doit déclarer forfait pour les épreuves de vitesse (descente et Super-G) dans la station norvégienne. Il revient pour les dernières épreuves de la saison à Saalbach, se classant quatrième du Super-G disputé le 22 mars. Alors qu'il peut encore contester le petit globe de la descente face à Marco Odermatt, la dernière course de la saison dans la discipline est annulée en raison de la neige et du vent. Sarrazin termine deuxième du classement de la spécialité à 42 points d'Odermatt, et cinquième du classement général avec quatre victoires dans l'hiver.

## Palmarès

### Jeux olympiques
| Épreuve / Édition | Slalom géant |
| JO 2022 Pékin     | Abandon      |

### Championnats du monde
| Épreuve / Édition        | Combiné     |
| Mondiaux 2023 Courchevel | Non-partant |

### Coupe du monde
- Meilleur classement général : 5e en 2024.
- 9 podiums dont 5 victoires.

#### Classements
| Année/Classement | Général | Général | Descente | Descente | Super G | Super G | Slalom géant | Slalom géant | Slalom | Slalom | Combiné \| Slalom | Combiné \| Slalom | Parallèle | Parallèle |
| ---------------- | ------- | ------- | -------- | -------- | ------- | ------- | ------------ | ------------ | ------ | ------ | ----------------- | ----------------- | --------- | --------- |
| Année/Classement | Class.  | Points  | Class.   | Points   | Class.  | Points  | Class.       | Points       | Class. | Points | Class.            | Points            | Class.    | Points    |
| 2016             | 157e    | 2       | -        | -        | -       | -       | -            | -            | -      | -      | 47e               | 2                 | -         | -         |
| 2017             | 51e     | 141     | -        | -        | -       | -       | 17e          | 141          | -      | -      | -                 | -                 | -         | -         |
| 2018 - 2019      | -       | -       | -        | -        | -       | -       | -            | -            | -      | -      | -                 | -                 | -         | -         |
| 2020             | 64e     | 129     | -        | -        | -       | -       | 16e          | 113          | -      | -      | 32e               | 12                | 39e       | 4         |
| 2021             | 118e    | 19      | -        | -        | -       | -       | 44e          | 15           | -      | -      | -                 | -                 | 27e       | 4         |
| 2022             | 92e     | 57      | -        | -        | -       | -       | 28e          | 34           | -      | -      | -                 | -                 | 15e       | 16        |
| 2023             | 53e     | 149     | 25e      | 82       | 23e     | 61      | 54e          | 6            | -      | -      | -                 | -                 | -         | -         |
| 2024             | 5e      | 734     | 2e       | 510      | 6e      | 224     | -            | -            | -      | -      | -                 | -                 | -         | -         |

### Détail des victoires
| Édition / Épreuve | Descente               | Super G | Slalom géant parallèle | Total |
| 2016-2017         |                        |         | Alta Badia             | 1     |
| 2023-2024         | Bormio Kitzbühel (× 2) | Wengen  |                        | 4     |
| Total             | 3                      | 1       | 1                      | 5     |

### Coupe d'Europe
- Première victoire en Coupe d’Europe en Suède en slalom géant : le 03/12/2016.
- Victoire en slalom géant à Val d'Isère : le 19/01/2017 et à Oberjoch le 18/02/2017.
- 3e du classement général de la Coupe d'Europe en géant sur la saison 2016-2017.

### Championnats de France

#### Elite

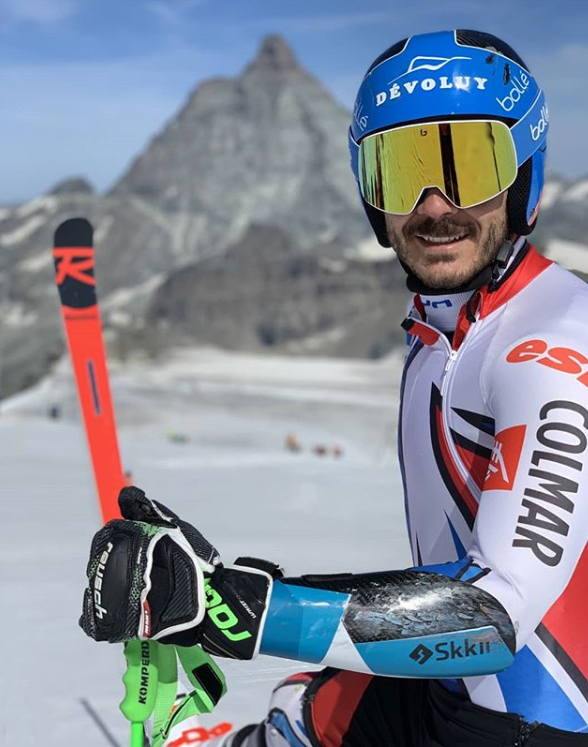
Cyprien Sarrazin

- Cyprien SarrazinChampion de France de slalom géant en 2017.
- Champion de France de super G et de combiné en 2022.
- Vice-champion de France de descente en 2016.
- Vice-champion de France du combiné en 2016 et en 2017.
- 3e du super G des championnats de France en 2017.
- 3e du slalom géant des championnats de France en 2021.
- 3e de la descente des championnats de France en 2022.

#### Jeunes
Cyprien Sarrazin a remporté deux titres de champion de France :
- slalom géant U18 en 2011
- super G U21 en 2013